# Gullrandadiskussionerna

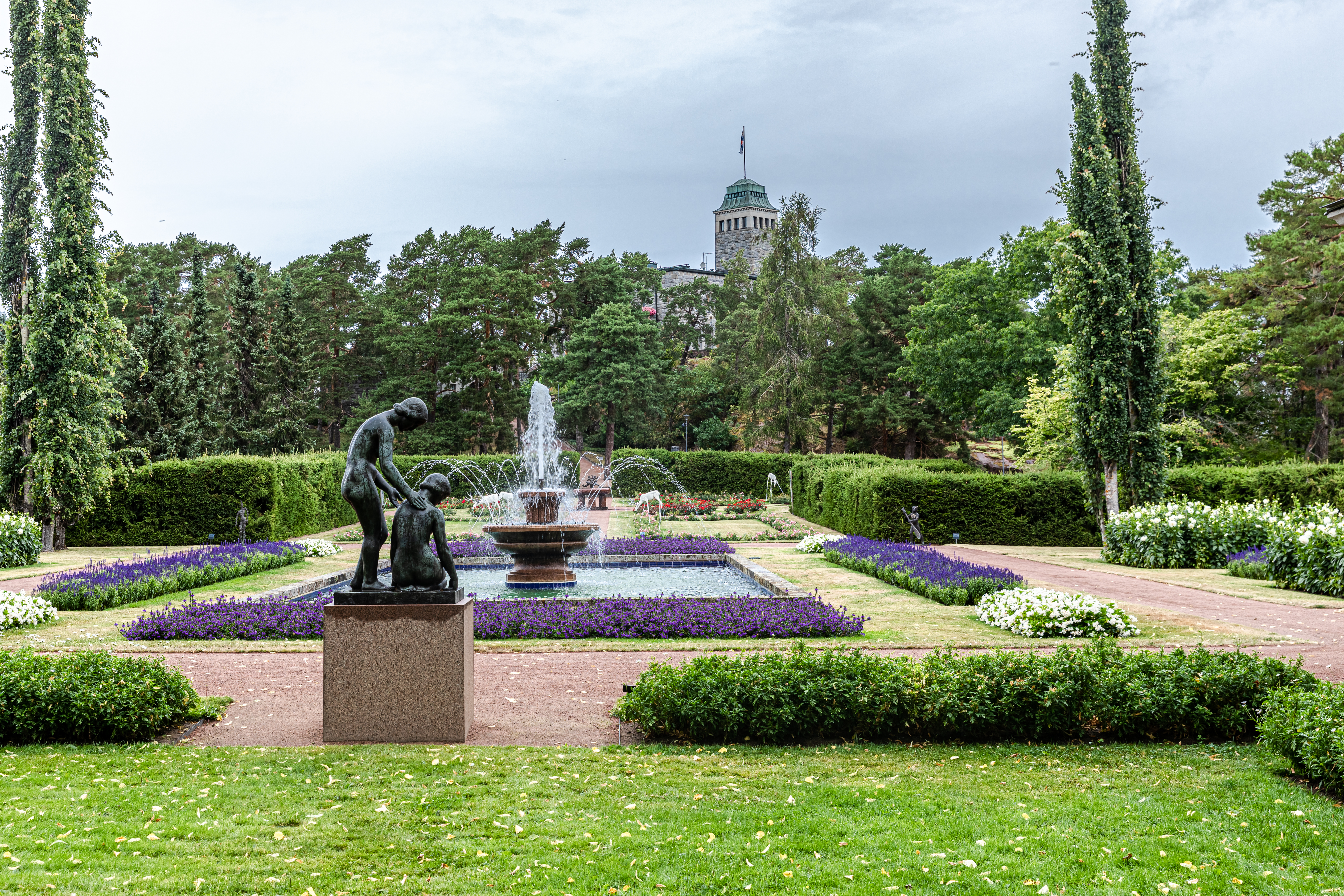
Trädgården vid Gullranda.

Gullrandadiskussionerna (finska: Kultaranta-keskustelut) är ett utrikes- och säkerhetspolitiskt diskussionsevenemang i Finland som har anordnats årligen av republikens president Sauli Niinistö i samarbete med Utrikespolitiska institutet sedan 2013. Evenemanget som pågår i två dagar hålls vid presidentens sommarresidens Gullranda i Nådendal. Gullrandadiskussionerna sammankallas av republikens president.
Ungefär hundra specialister inom utrikespolitik och säkerhetspolitik från olika håll av samhället, såsom politiska beslutsfattare, forskare och representanter för media, näringsliv, förvaltning och olika organisationer, deltar i diskussioner. Syftet med Gullrandadiskussionerna är att upprätthålla diskussioner inom utrikespolitik och säkerhetspolitik och att skapa evenemang där man frimodigt och kritiskt kan diskutera politik på nationella nivån.
År 2022 var temat för Gullrandadiskussionerna "Ett ansvarstagande, starkt och stabilt Norden." Man diskuterade bland annat Rysslands invasion av Ukraina och Finlands Natomedlemskap. Natos generalsekreterare Jens Stoltenberg och Norges statsminister Jonas Gahr Støre var närvarande vid diskussionerna.